# 신평 김씨
신평 김씨(新平金氏)는 충청남도 당진군 신평면을 본관으로 하는 한국의 성씨이다.
시조 김만정(金萬挺)은 순천 김씨의 시조 김총(金摠)의 29세손으로 전해진다.

## 참고 자료
- “신평김씨(新平金氏)”. 뿌리를 찾아서.[깨진 링크(과거 내용 찾기)]